# Panel krosowniczy

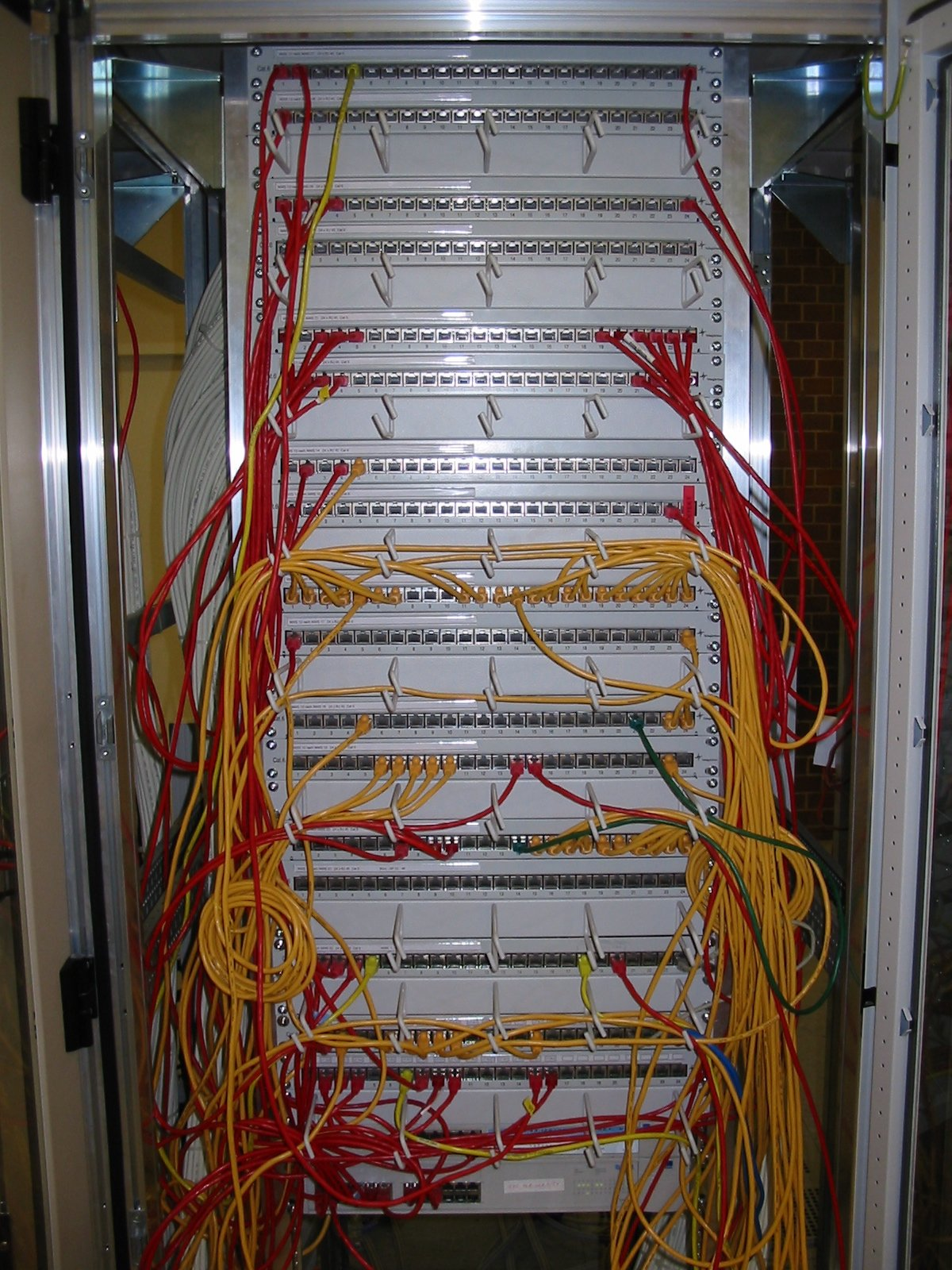
Szafa rackowa z panelami krosowniczymi

Panel krosowniczy, panel krosowy, panel rozdzielczy, krosownica (ang. patch panel) – pasywny element sieci komputerowych i telekomunikacyjnych, montowany najczęściej w szafach rackowych, składający się z szeregu (najczęściej 12, 16, 24 lub 48) gniazd na wtyk 8P8C.
Stanowi on zakończenie okablowania strukturalnego. Z tyłu, na stałe, przyłączane są do niego przewody prowadzące do gniazdek 8P8C rozmieszczonych w całym budynku. Z przodu, przy pomocy kabli krosowych, gniazda te (a przez to i urządzenia będące na drugim końcu kabla) przyłączane są najczęściej do aktywnych urządzeń sieciowych, takich jak switche czy routery.
Panel krosowniczy to ważny element sieci strukturalnej, a jego zastosowanie ułatwia zarządzaniem architekturą sieci komputerowej i telekomunikacyjnej.